# Геологічна система
Геологічна система (рос. геологическая система, англ. geological system, нім. geologische Formation f (System n)) — основний підрозділ міжнародної стратиграфічної шкали, що відповідає природному етапу у розвитку земної кори та органічного світу Землі. Формується протягом геологічного періоду. Має ту ж назву, що й період. Є складовою частиною групи геологічної (ератеми). Кожна С.г. характеризується наявністю властивих тільки їй або переважних представників фауни та флори. В новітній історії Землі — фанерозої — нараховується 12 С.г.: кембрійська, ордовицька, силурійська, девонська, кам'яновугільна, пермська, тріасова, юрська, крейдова, палеогенова, неогенова, четвертинна (антропогенова).